# Dicranella moenkemeyeri
Dicranella moenkemeyeri är en bladmossart som beskrevs av Brotherus 1901. Dicranella moenkemeyeri ingår i släktet jordmossor, och familjen Dicranaceae. Inga underarter finns listade i Catalogue of Life.